# 丘尪
丘尪（?—?），东晋民变领袖，吴兴郡（今浙江省湖州市吴兴区）人。
隆安三年（399年），司马元显征江东豪族佃民以建立新军，称为“乐属”。江东豪族不满，民情鼎沸。逃入海中的五斗米道首领孙恩攻上虞，杀县令，更攻克会稽郡（今浙江省绍兴市），杀内史王凝之。于是丘尫在吴兴郡和会稽郡谢鍼、吴郡（今江苏省苏州市）陆瑰、义兴郡（今江苏省宜兴市）許允之、临海郡（今浙江省临海市）周胄、永嘉郡（今浙江省温州市）张永及东阳郡（今浙江省义乌市）、新安郡（今浙江省淳安县）等八郡，一时俱起，杀长史响应孙恩，丘尫杀死了吴兴太守谢邈。旬日之中，聚众数十万。朝廷命谢琰加督吴兴、义兴二郡军事，与刘牢之前往镇压，进讨吴兴丘尪，将他击破。